# Henry Purcell

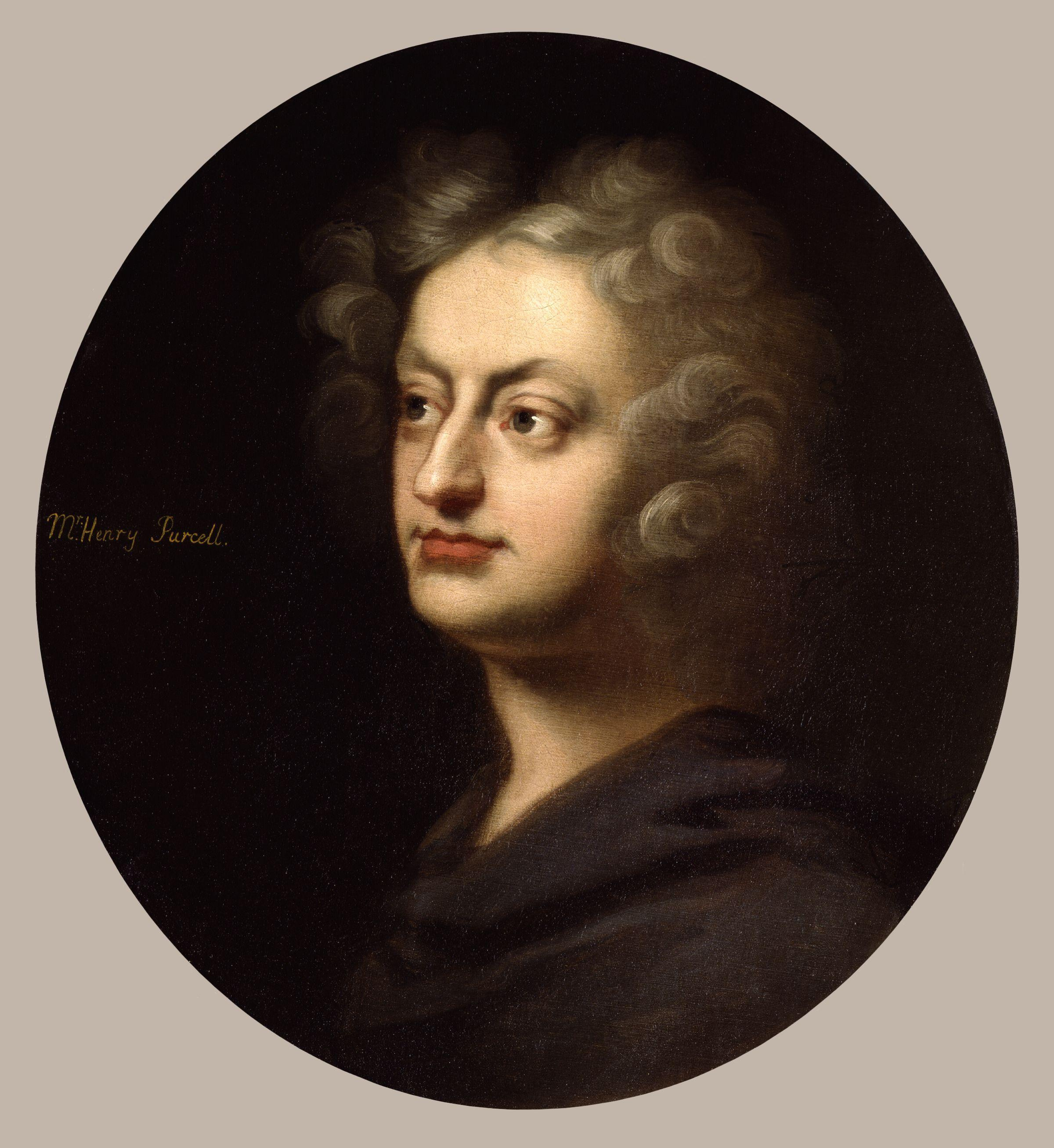
Henry Purcell, Porträt eines unbekannten Künstlers nach einer John Closterman (1660–1711) zugeschriebenen Zeichnung

Henry Purcell ([ˈpɜːrsəl]; * 10. September 1659 (?) in Westminster; † 21. November 1695 ebenda) war ein englischer Komponist des Barocks. Schon zu seinen Lebzeiten galt er als der bedeutendste englische Komponist und wurde daher mit dem Ehrentitel Orpheus britannicus gewürdigt.
Purcells Karriere war eng mit dem Königshof verbunden. Er begann als Chorknabe in der Chapel Royal, wurde Organist der Westminster Abbey und schuf Oden für spezielle Anlässe. Als wesentliches zweites Standbein diente die Arbeit für das Theater, wo in England zu Purcells Zeit keine Opern mit Rezitativen reüssieren konnten, die Musikstücke ergänzten also gesprochene Theaterstücke. Weitere Einnahmen generierte Purcell durch Unterricht und Veröffentlichungen seiner Werke.
Purcell verband in seiner Musik die englische Tradition kontrapunktischer Arbeit mit ausdrucksvoller Stimmführung etwa im Querstand mit französischen und vor allem italienischen Einflüssen wie der Sequenz mit ihrem Generalbassfundament. In der Vokalmusik folgte Purcell der englischen Textdeklamation genau. Wirkungsvoll ist seine Verwendung des ground songs mit wiederholtem Bassfundament. Besonders bekannt sind heute seine kurze Oper Dido and Aeneas (1689) mit ihrem Lamento und die Frostszene aus der Semi-Oper King Arthur.
Nach seinem Tod mit nur 35 Jahren übte Purcell großen Einfluss auf die englische Musikkultur aus, wo ab 1710 auch Georg Friedrich Händel Purcells Werke als Vorlagen nutzte. Die zunehmende Dominanz des italienischen Geschmacks brachte seine Musik jedoch weitgehend zum Verstummen, bis sich Organisationen wie die Academy of Ancient Music auch wieder um seine Beiträge für das Theater bemühten. Im 20. Jahrhundert ließen sich eine Reihe bedeutender englischer Komponisten von Purcell beeinflussen, auch im Film und in der Popularmusik sind seine Spuren zu erkennen.

## Leben

### Jugend, Einflüsse und erste Anstellungen
Henry Purcell wurde wahrscheinlich 1659 in Westminster, damals noch nicht zu London gehörig, geboren, was aus seiner Gedenktafel in der Westminster Abbey und dem Frontispiz der Sonata’s of III. Parts (1683) geschlossen werden kann. Zwei Brüder, Thomas und Henry Purcell, die als professionelle Musiker arbeiteten, kommen als Vater in Betracht. Wahrscheinlich vor seinem zehnten Geburtstag wurde er Mitglied der um 1660 errichteten Chapel Royal, der Sängerkapelle König Karls II. Er erhielt seine Ausbildung als Chorknabe unter Henry Cooke († 1672) und dessen Nachfolger Pelham Humfrey (1647–1674). Im Jahr 1673 erfolgte Purcells Stimmbruch, sodass er aus dem Knabenchor ausschied. Stattdessen wurde er Assistent von John Hingston, der für die königlichen Instrumente zuständig war.

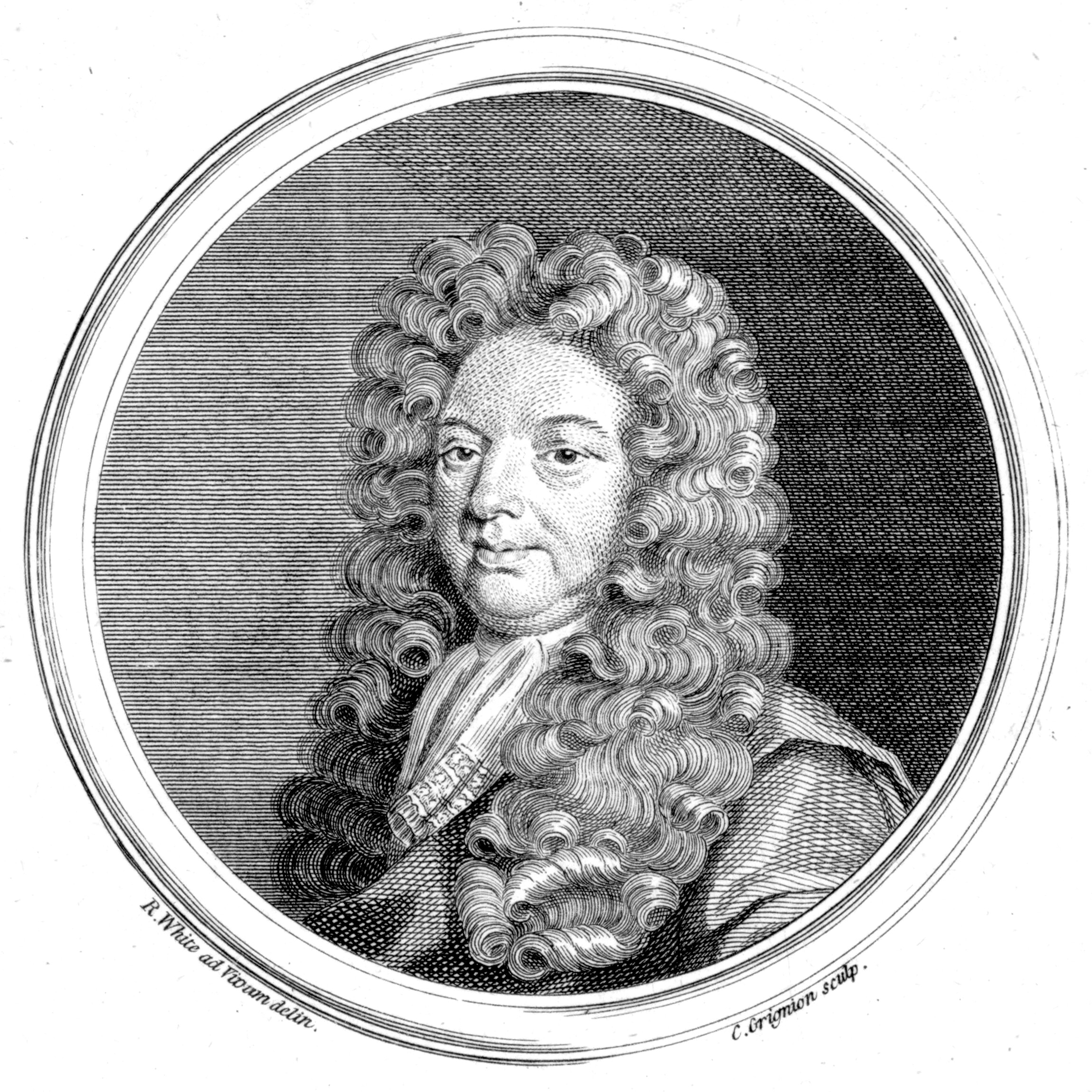
John Blow

Humfreys Einfluss auf den jungen Purcell dürfte bereits vor seiner Übernahme der Leitungsfunktion begonnen haben. Besonders wichtig für die künstlerische Entwicklung von Purcell wurde jedoch John Blow (1649–1708), der 1674 die Position Humfreys übernahm. Zwischen Blow und Purcell wird eine wechselseitige Beeinflussung angenommen. Weitere Anregungen dürfte Purcell von Christopher Gibbons (1615–1676) und Matthew Locke (1621/1622–1677) empfangen haben; letzterer war ihm ein „worthy friend“, dem er 1677 nach dessen Tod als ersten Versuch im rezitativischen Stil die Elegie What hope for us remains now he is gone? widmete. Sie wurde 1679 veröffentlicht, dem Jahr, als Purcell die Organistenstelle an der Westminster Abbey übernahm. 1677, als Purcell Locke im Amt des „composer for the violins“ nachfolgte, dürfte Purcell auch die Erstfassung von My beloved spake verfasst haben, einem Beitrag zur aufwändigen Gattung der „symphony anthem“, mit dem er beim König, der nur zu Sonntagen und besonderen Anlässen in die Chapel Royal kam, Aufmerksamkeit erheischen wollte. Die Gattung ließ Purcell dann fünf Jahre unbeachtet. Es standen unter John Banister 24 Violinen zur Verfügung, die mit in das anthem integrierten „symphonies“ dem königlichen Geschmack entsprachen.

### Unter Karl II.

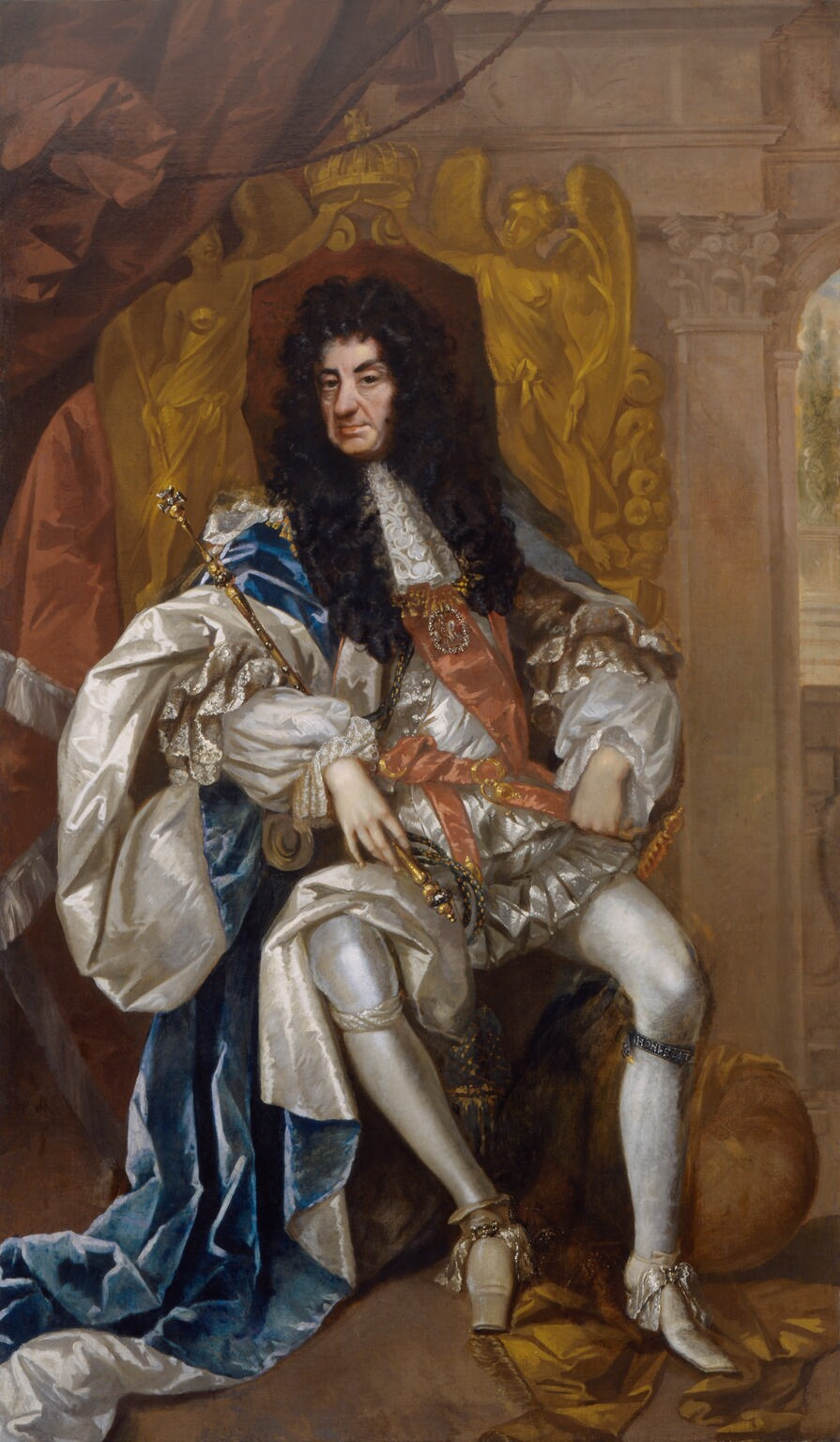
König Karl II. (um 1680), Gemälde von Thomas Hawker.

Für das Jahr 1680 wird die Hochzeit von Henry und Frances Purcell angenommen, da im Jahr darauf Taufe und Begräbnis eines Henry Purcell, Sohn eines Henry und einer Frances Purcell, dokumentiert sind. Über Purcells Frau ist nichts bekannt, außer dass sie nach seinem Tod mehrere seiner Werke veröffentlichte, darunter die Ten Sonatas of IV Parts. Zudem schrieb sie ein gefühlvolles Vorwort zum Orpheus Britannicus, einer Anthologie von Purcells Liedern. Über Purcell als Person gibt es mangels Briefen oder Zeugnissen von Freunden kaum Informationen.
Aufgrund des Englischen Bürgerkriegs (1642–1649) und des protestantischen Eifers im sogenannten Langen Parlament waren Theateraufführungen von 1642 bis 1660 komplett verboten gewesen (siehe Schließung der Londoner Theater (1642)). Das Theaterwesen nach der Wiedereröffnung war durch Übertreibung, Missmanagement und gedankenlos verschwendete ästhetische Ressourcen unter Karl II., Jakob II. und Maria II. charakterisiert. Um 1680 begann Purcell Musik für Londoner Theater beizusteuern. Üblich waren einleitende Stücke und solche für die Aktschlüsse außer dem letzten, zudem Lieder und gelegentlich Musik für dramatisch entscheidende Szenen, eine eher undankbare Aufgabe für Komponisten.
1682 wurde Purcell als Organist der Chapel Royal angestellt, eine Position, die er zeitgleich mit seinem Organistenamt an der Westminster Abbey innehatte. Purcell widmete außerdem eine Psalmkomposition dem London Charterhouse. Ob er jedoch etwa als Organist an dieser in ganz England bekannten Institution gewirkt hat, ist unbekannt.
Die Hochzeit von Jakob, dem Bruder König Karls II., mit Maria von Modena begünstigte das Erstarken italienischen Einflusses im Musikleben Englands. Zu den angesehensten ausländischen Musikern in London zählten zu Purcells Zeit Giovanni Battista Draghi und Nicola Matteis, daneben brachte Thomas Baltzar einen virtuosen Violinstil aus Deutschland in die Stadt. Als erster Engländer veröffentlichte Purcell 1683 eine Sammlung von Triosonaten im neuesten italienischen Stil mit dem Verfahren der Subskription. Die Sammlung ist dem König gewidmet, für den Purcell in den frühen 1680er Jahren auch mehrere Oden komponierte.

### Unter Jakob II.
Anlässlich des Todes von Karl II. schuf Purcell mit If Pray’rs and Tears eine eher intime Elegie. Die Krönung von Jakob II. wurde 1685 durch zwei seiner bekanntesten Anthems, I was glad nach dem Einmarsch in die Kathedrale und My heart is inditing am Ende der Zeremonie, gefeiert. Purcell behielt seine Anstellungen inklusive der Aufgabe von Stimmung und Reparatur der Instrumente, scheint aber nicht als offizieller Komponist der „Private Musick“ auf. Offenbar war er genötigt, Privatunterricht zu geben, wobei als eines von wenigen Dokumenten ein eigenhändiger Brief erhalten ist, in dem er überfällige Bezahlung dafür einfordert. Zu den finanziellen Sorgen traten Trauerfälle: drei weitere Kinder waren nach kurzer Lebenszeit wieder zu beerdigen.
Über Purcells musikalische Freizeitgestaltungen ist wenig bekannt. Roger North berichtete, dass sein Bruder, Francis North, 1. Baron Guilford, der gerne solistisch die Bassgambe spielte, sich dazu herabließ, die Bassstimme im Ensemble mit dem Komponisten zu musizieren.
1688 fand der Abschluss eines Wettbewerbes zwischen zwei Orgelbauern statt. Die Orgel von Renatus Harris wurde von Giovanni Battista Draghi präsentiert, Blow und Purcell führten das Instrument von „Father Smith“ zum Sieg.

### Unter Wilhelm III.
Ab 1689 war Wilhelm III. von Oranien König. Wilhelm reduzierte den Aufwand für Musik am Hof. Für Purcell war bereits bei der Krönungsfeier am 11. April eine Änderung der Gepflogenheiten relevant, da ihm als Organisten nun weniger Einnahmen aus Kartenverkäufen für Plätze bei der Orgel zustanden. Viele Hofmusiker wandten sich nun einer Karriere am Theater zu, auch Purcell, der seit 1688 Vater einer Tochter und seit 1689 eines Sohnes war.
1689 wurde Purcells Oper Dido and Aeneas in einer Internatsschule für Mädchen auf die Bühne gebracht. Es gibt Vermutungen, dass sie wie ihr Vorbild Venus and Adonis von Blow vor der Schulaufführung bereits am Hof aufgeführt worden und bereits um 1684 entstanden war, dagegen spricht jedoch, dass es im gedruckten Libretto keinen Hinweis darauf gibt.

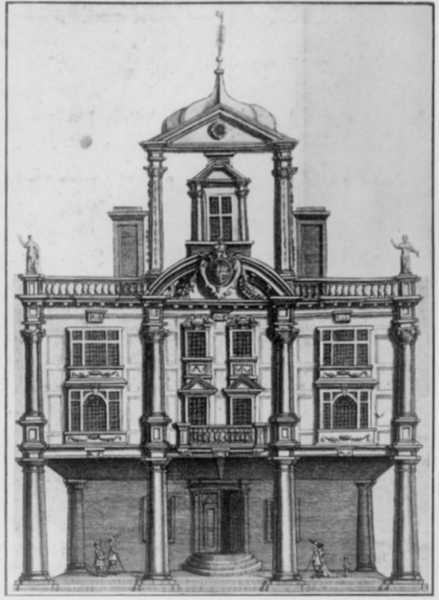
The Queen’s Theatre, Dorset Garden, 1673 veröffentlichter Kupferstich von William Dolle

Die 1690er-Jahre waren in England charakterisiert durch wachsenden Nationalstolz und eine größere Rolle im internationalen Handel. Dem Bedürfnis nach ausländischen Raffinessen und dem Ausdruck nationaler Identität kam Purcell in seinen Werken nach, die nun einem breiteren Publikum in Zeitschriften und auf den Bühnen Londons präsentiert wurden. Dem Triumph von Dioclesian (1690), mit einem Libretto von Thomas Betterton auf Basis eines Theaterstücks von John Fletcher und Philip Massinger, folgte bald die Musik zu King Arthur von John Dryden (1691), wo Pan und die Nereiden die britischen Exportwaren Fisch und Wolle preisen. Diese Erfolgsserie am Dorset Garden Theatre wurde 1692 mit The Fairy-Queen fortgesetzt, einer Bearbeitung von Shakespeares Ein Sommernachtstraum, für die die Ausgaben jedoch so groß waren, dass Bettertons Schauspieltruppe wenig von den Einnahmen blieb. Im Herbst des Jahres wurden die Londoner Bühnen von mehreren Katastrophen heimgesucht, die Schauspieler waren von Unfällen und zum Teil gewaltsamen Todesfällen betroffen.
Eine Unterbrechung der Arbeit für das Theater bot für Purcell die Ode Hail, bright Cecilia, die im November 1692 uraufgeführt wurde und einen Höhepunkt darstellt unter Purcells Beiträgen, die seit 1683 zur Feier des Cäcilientags entstanden waren. Für Purcells Einkommen war jedoch weiterhin die Produktion von Musik für die Bühne wichtig, darunter für zwei Komödien von William Congreve: The Old Bachelor und The Double Dealer.
Den jugendlichen John Weldon aus Eton unterrichtete Purcell 1693 bis 1694, als adlige Schüler sind Annabella Howard, die vierte Ehefrau des Dramatikers Sir Robert Howard, Sir Roberts Enkelin Diana und Rhoda Cavendish zu nennen. 1694 überarbeitete und aktualisierte Purcell zudem die Introduction to the Skill of Music von John Playford.

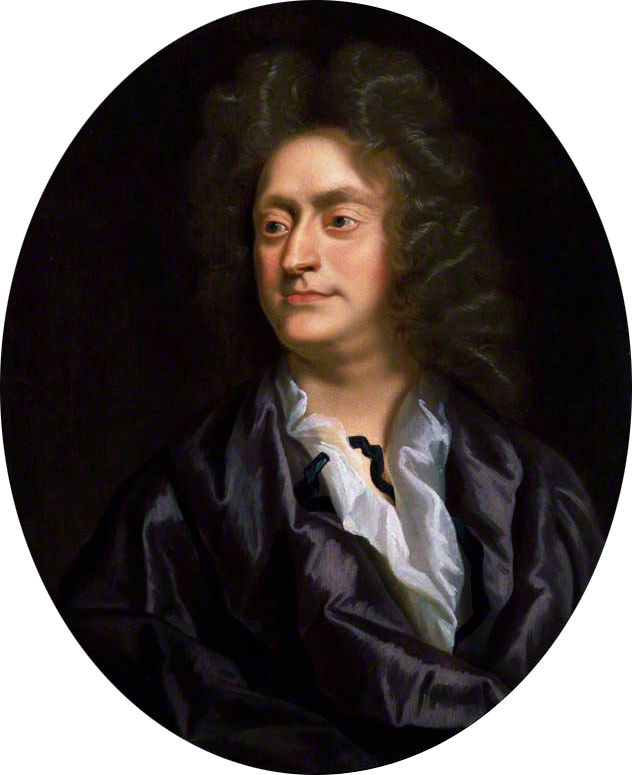
Henry Purcell von John Closterman

1694 wurde am Vorabend zum Cäcilientag Purcells Te Deum und Jubilate uraufgeführt, das später als Prototyp für Werke von Blow, William Croft, Georg Friedrich Händel und anderen dienen sollte. Ende desselben Jahres starb Maria II. von England. Obwohl sie keine großen Ausgaben für ihr Begräbnis gewünscht hatte, fand zu ihren Ehren eine der größten Trauerfeiern des 17. Jahrhunderts statt. Purcell steuerte einen Note-gegen-Note-Satz bei, der in einen wesentlich älteren funeral service von Thomas Morley eingefügt wurde, sowie einen Marsch.
Am 21. November 1695 machte Purcell sein Testament und starb vor Mitternacht. Welche Krankheit für sein Ableben verantwortlich war, ist nicht mit Sicherheit geklärt. Er wurde am 26. November in der Westminster Abbey neben der Orgel zu den Klängen seiner eigenen Musik begraben. Auf seinem Grabstein steht: „HERE LYES HENRY PURCELL Esq. Who left this Life and is gone to that Blessed Place where only his Harmony can be exceeded. Obiit 21 mo die Novembris Anno Aetatis suae 37mo Anno Domini 1695.“
Purcells Sohn, Edward (1689–1740), war Musiker wie sein Vater. Der versierte Komponist Daniel Purcell (ca. 1664–1717) war wahrscheinlich sein Bruder. Der Organist Edward Henry Purcell (?–1765) war sein Enkel.

## Musik
Purcells Rang als Komponist ist unbestritten, für die englische Musik gilt er als „das Genie seiner Zeit“. Im Gegensatz zu Claudio Monteverdi, Johann Sebastian Bach oder Georg Friedrich Händel, die mit ihrer Individualität „in weiten Bereichen ihr Zeitalter“ vertreten, wurde Purcell zwar kaum in Epochenbezeichnungen hineingenommen, seine kompositorische Qualität wird jedoch mitunter über die von Lully gestellt, der zu den „anderen Großen des 17. Jahrhunderts“ gezählt wird und ebenfalls in keiner musikgeschichtlichen Darstellung des Barock fehlen kann.

### Instrumentalmusik

#### Fantasien
Die Fantasien für Gamben des 22-jährigen Purcell markieren das Ende dieser traditionsreichen englischen Gattung, bereits drei Jahre später veröffentlichte er Triosonaten nach italienischen Vorbildern. Typisch für die seit etwa 1550 von „nahezu alle[n] namhaften englischen Komponisten“ gepflegte fantasia oder fancy ist die Gliederung in mehrere Teile mit unterschiedlichen Tempi, wobei je Abschnitt ein eigenes Thema durchimitiert wird, dazwischen gibt es oft homophone Einschübe. Purcell lockert die Polyphonie durch Teilimitationen, freie Fortführungen und akkordische Zusammenfassungen der Stimmen auf, zeigt jedoch durch die Präsentation der kontrapunktischen Künste mit Umkehrung, Augmentation, Diminution, Kanon und doppeltem Kontrapunkt kompositorische Meisterschaft. Weitere Besonderheiten sind subtile harmonische Effekte oder die Reduktion einer Stimme auf einen einzigen Ton in der Fantasia upon one note.

#### Sonaten
In den Sonatas folgte Purcell modernen italienischen Vorbildern wie Carlo Ambrogio Lonati und Lelio Colista, nicht jedoch dem modernsten, Arcangelo Corelli, dessen op. 1 nur zwei Jahre vor Purcells ersten Triosonaten veröffentlicht wurde und Purcell höchstwahrscheinlich unbekannt war. Für das Verständnis von Purcells Triosonaten ist neben den italienischen Vorbildern eine Gruppe von Werken hilfreich, die in London von Komponisten wie John Blow, Giovanni Battista Draghi und Nicola Matteis geschaffen wurden. Purcell zeigte in seinen Triosonaten bleibendes Interesse an kunstreichem Fugieren wie in seinen Fantasien. Ein Unterschied zu Corellis Gestaltung fugierter Sätze ist in der Verwendung von Sequenzen und ihrem Generalbassfundament als typisch italienischem Material zu erkennen: Bei Corelli dienen sie der harmonischen und melodischen Abschweifung, bei Purcell sind sie bereits im Thema integriert, wodurch die Musik den Anschein erweckt, den italienischen Stil zu reflektieren statt zu imitieren.

#### Musik für Tasteninstrumente
Obwohl Purcell Organist an der Westminster Abbey und der Chapel Royal war, gibt es keine Informationen über etwaige virtuose Fähigkeiten, und sein Werk für Tasteninstrumente gilt als der am wenigsten bedeutende Teil seines Schaffens. Purcell veröffentlichte nur wenig Musik für Tasteninstrumente, viele in Manuskript überlieferte Transkriptionen sind von unsicherer Autorschaft.

### Geistliche Vokalmusik
Nach der Restauration blieb das Verse Anthem mit instrumental begleiteter Solostimme favorisierte Gattung der anglikanischen Kirchenmusik, Purcell schuf eine große Anzahl davon sowie „full“ Anthems für Chor ohne Solisten. Wie Matthew Locke und Pelham Humfrey verband er die neuesten italienischen und französischen Stile mit der englischen Tradition, aus der er etwa Querstände übernahm; in vielen Anthems gelingt es Purcell, durch extravagante Chromatik den Eindruck ausdrucksvoller Tiefe zu erzeugen. Wegen des Prestigeverlusts der Chapel Royal nach 1685 wandte Purcell sein Hauptaugenmerk zunehmend auf andere kompositorische Aufgabenfelder.
Das Service ist bei Purcell eine Zusammenstellung der zehn Abschnitte, die für den anglikanischen Morgen-, Abend- oder Kommunionsgottesdienst vonnöten sind. Eine große Textmenge muss hier in beschränkter Zeit untergebracht werden. Das Te Deum laudamus gehört dabei wie in Frankreich und Italien zu den „klanglichen Prunkstücken“.
Purcells lateinische geistliche Kompositionen werden üblicherweise Motetten genannt und verbinden italienische mit englischen Einflüssen.
Eine Ausnahme in Purcells Schaffen stellt In Guilty Night dar, das als Sacred Hymn oder Dialogue einen hochdramatischen Zugriff außerhalb des Opernschaffens darstellt. Das Werk wird weitgehend von rezitativischem Dialog ausgefüllt. In Samuels Prophezeiung von Sauls Tod wechselt das Tongeschlecht von C-Dur nach c-Moll, im Schlusschor wird daraus das Wort „Farewell“ in langsamem Tempo wiederholt und antwortet dort auf Sauls „Oh!“

### Weltliche Vokalmusik

#### Musik für das Theater
Im späten 17. Jahrhundert bemühten sich Komponisten in Frankreich wie in England, die gegensätzlichen Elemente muttersprachliche Dramatik und fremdsprachige Oper, geistige Konzentration und bunte Unterhaltung in ein eigensprachliches Musiktheater zu integrieren. Während für den italienischen Opernimport in Frankreich das Hofballett Grenzen setzte, waren in England die höfische Masque und das öffentliche Schauspiel zu berücksichtigen. Das bereits 1617 in England erprobte italienische Rezitativ konnte sich nicht durchsetzen. Purcell vertritt prominent die Annäherung der Masques an die kontinentale Oper in den späten 1680er-Jahren. Die eigenständige Oper als künstlerische Gattung blieb in England im ausgehenden 17. Jahrhundert jedoch Episode ohne Tradition und unmittelbare musikgeschichtliche Folgen.
Wenn in Purcells Schulspiel Dido and Aeneas (1689) auch der Tanz, der in der Masque eine wichtige Rolle spielte, stark eingeschränkt ist, bleiben die Rolle des Chors bedeutend und die Ausmaße einer Oper unerreicht. Es handelt sich um ein Meisterwerk der Oper in Miniatur mit vier Hauptrollen und einem Orchester aus Streichern und Basso continuo. Die drei Akte nehmen etwa eine Stunde in Anspruch. Die durchkomponierte Oper wurde auf der Bühne in ein Drama integriert und zu Purcells Lebzeiten wahrscheinlich nicht öffentlich dargeboten. Einzigartig in Purcells Bühnenwerken ist die individuelle psychologische Darstellung der Königin Dido.
Typisch englisch sind die Melodien von Pursue thy conquest, Love oder des Chors Come away, fellow sailors mit Phrasierungen, die sich über wechselnde Taktzahlen erstrecken. Purcells Vokalpartien folgen bei syllabischen Passagen dem Rhythmus der englischen Sprache genau, die Satzintonation folgt der gesprochenen Sprache. Verse werden aufgebrochen, um einer Phrasierung nach Sinnzusammenhängen zu weichen. Wenn auch Rhythmen wie die „Scotch snap“ genannte Folge kurz-lang als typisch englisch gelten, so ist Dido and Aeneas im Gesamten jedoch vor allem als Synthese italienischer und französischer Stilelemente aufzufassen, die französische Ouvertüre und homophone Chöre zeigen den Einfluss Jean-Baptiste Lullys.
Purcell konzipierte einen großen Spannungsbogen, an dramaturgischen Schlüsselstellen der Handlung stehen ground songs, wobei die Textaussage darüber entscheidet, ob diese statisch oder entwickelnd gestaltet sind. Das Lamento der Dido geht aus ihrem Rezitativ mit Vorhaltsdissonanzen, konstant nach unten gerichteter Bewegung und stockendem Deklamationsfluss hervor. Der Affekt der Klage ist bereits im Bassmodell wiedergegeben, das als Ostinato elfmal hintereinander wiederholt wird. Das übliche Modell ist durch chromatische Fortschreitungen in seinem Ausdrucksgehalt intensiviert, wobei die chromatisch versetzten Töne auf die schwere Taktzeit zu stehen kommen. Das viertaktige Modell wird durch eine zusätzliche Kadenz um einen Takt verlängert, wogegen die Gesangslinie mit dem Refrain „Remember me!“ asymmetrisch gesetzt ist, was der dissonanzreichen Musiksprache zusätzliche Ausdruckskraft verleiht.
Auf diese kurze Oper ließ Purcell die großen Bühnenwerke King Arthur (1691) und The Fairy-Queen (1692) folgen. Es handelt sich um „semi-operas“, wie der Zeitgenosse Roger North hybride Werke, die halb aus Musik und halb aus Drama bestünden, bezeichnete. Italienischen Mustern folgen einige Arien aus The Fairy-Queen. Eine davon, mit obligater Trompete, der die Singstimme folgt, evoziert Echo und Triumph. In Abweichung zur modernen Da-capo-Form verzichtet Purcell auf die Wiederaufnahme des Beginns und modelliert die Form nach älteren Vorbildern. Der Höhepunkt von King Arthur ist die Frostszene, in welcher der Frostgeist aus Liebe zu schmelzen beginnt. Aus dem möglichen Vorbild aus Lullys Isis mit dem Tremolo zur Illustration des Frierens entwickelt Purcell eine Charakterstudie, in der das Jammern sich „in Halbtönen […] aufwärts und abwärts quäl[t]“ vor den „peinvollen Dissonanzen und chromatisch kriechenden Linien“ der Streicher.

#### Oden
Purcells Oden repräsentieren mit großer Geste das englische Barock, besonders spektakulär in Hail, bright Cecilia (1692), wo Purcell zudem in den Chören die kontrapunktischen Künste, die er um 1680 in der Instrumentalmusik perfektioniert hatte, in den Dienst des Textes stellte. Als besonders bemerkenswerte Sätze zu nennen sind neben der Chorfuge „Soul of the World“ die Da-capo-Arie über einem Ground „Wondrous machine“ und „Tis Nature’s yoice“, das von Purcell selbst gesungen worden sein soll, wogegen allerdings die Stimmlage Purcells spricht, unüblich sind jedenfalls die vom Komponisten ausnotierten Ornamente dieser Arie. Purcell erweist sich als vielseitiger Komponist, der Stolz, Lyrismus, Meditation und Lobpreis in einem komplexen Werk mit planvoller Folge der dramatischen und strukturellen Effekte zum Ausdruck bringt.
Die letzte musikalische Geburtstagshuldigung Purcells für die Königin Maria II. mit dem Titel Come, Ye Sons of Art, Away von 1694 ist als Wechsel von Menuetten und Grounds angelegt, die Folge festlicher Sätze wird durch das Lamento-ähnliche Solo „Bid the Virtues, bid the Graces“ aufgelockert. Das Musizieren wird in den Nummern „Sound the trumpet“ und „Strike the viol“ thematisiert, wobei in der ersten die typischen Wendungen der Trompete den Singstimmen anvertraut werden.
Einige der 24 Oden fristen wegen der bombastischen Sprache und des Ausdrucks von Standesbewusstsein ein Schattendasein in der modernen Rezeption. Die Gattung bot Purcell aber mit ihren größeren Ausmaßen und Besetzungen unter Mitwirkung der besten Sänger und Instrumentalisten ideale Gelegenheiten der kompositorischen Entfaltung.

## Rezeption

### Verblassender Nachruhm und Kanonisierung im 18. und 19. Jahrhundert

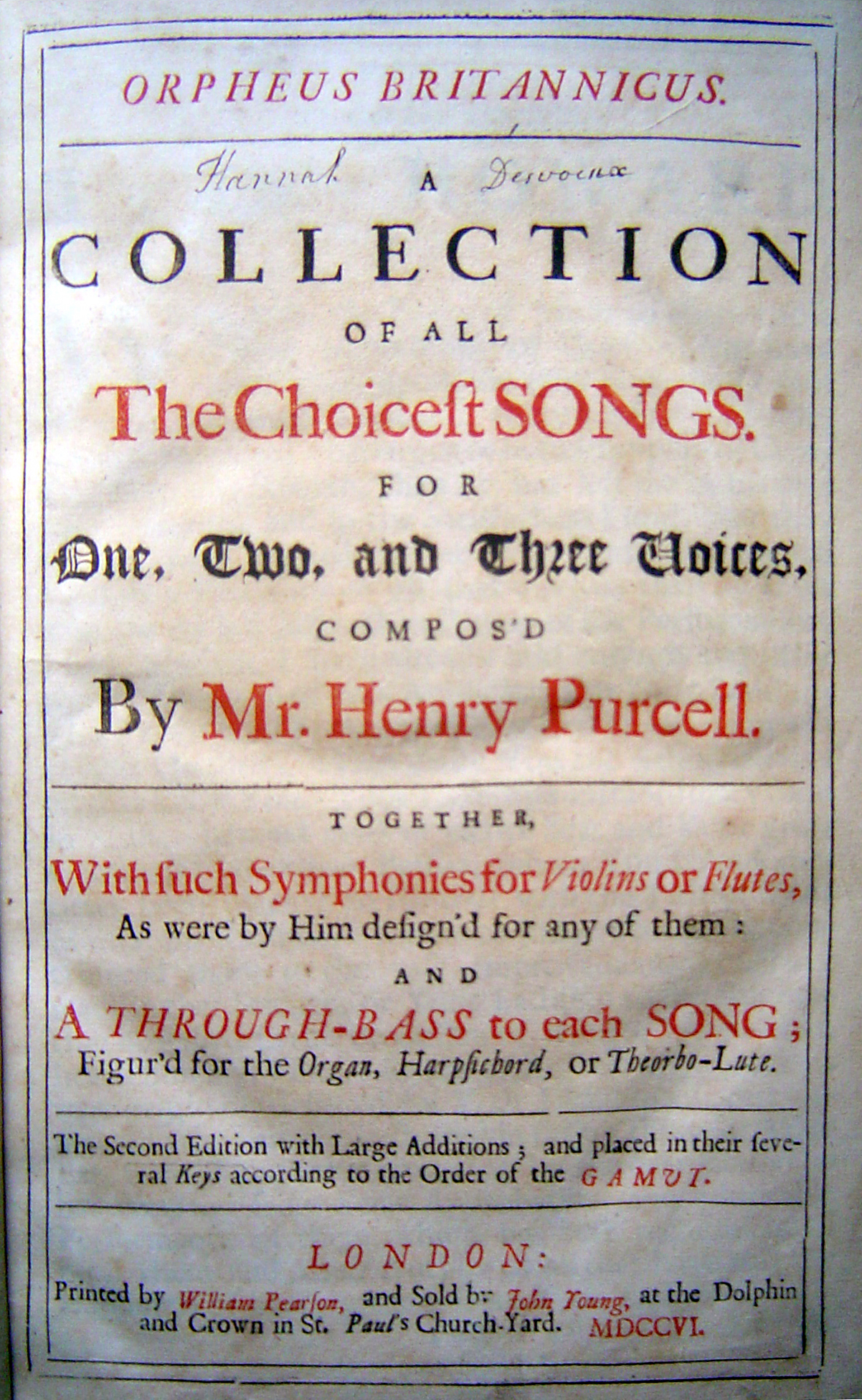
Frontispiz der 2. Auflage des Orpheus Britannicus, erschienen bei William Pearson, London 1706

Drei Jahre nach Purcells Tod erschien eine Sammlung seiner Vokalwerke unter dem Titel Orpheus Britannicus, wobei sein ungewöhnlicher Ruhm durch Widmungsgedichte von John Dryden und anderen unterstrichen wird. Die Musikkultur, die Georg Friedrich Händel in England 1710 vorfand, wurde von Purcell maßgeblich beeinflusst, zu seinen Nachfolgern zählen Komponisten wie William Croft oder Jeremiah Clarke, dessen Prince of Denmark’s March als „Purcell’s Trumpet Voluntary“ bekannt war. Nach 1700 wandte sich der Geschmack zur italienischen Musik in Corelli-Nachfolge.
Im 18. Jahrhundert waren ein paar Lieder Purcells in öffentlichen Konzerten zu hören, bestimmte Anthems blieben im Repertoire der Kathedralchöre. Die Academy of Ancient Music, die 1726 zunächst unter anderem Namen gegründet wurde, um Musik des 16. und 17. Jahrhunderts zu Gehör zu bringen, führte King Arthur ab den 1740er-Jahren auf. Es blieb das durch die Academy meistaufgeführte Werk Purcells, wobei die Vereinfachungen einer Version von 1787 für Veröffentlichungen bis ans Ende des 19. Jahrhunderts übernommen wurden.
England war das erste Land, in dem die Idee eines musikalischen Kanons aufkam, eine besonders frühe Quelle hierfür findet sich in einer Lobrede auf Purcell in The Universal Journal 1724. Im späten 18. Jahrhundert widmeten sich die englischen Musikhistoriker John Hawkins und Charles Burney dem Komponisten, Benjamin Goodison versuchte, eine Gesamtausgabe „auf den Weg zu bringen“. Vor 1830 kamen günstige Ausgaben von Purcell’s Sacred Music auf den Markt, was 1836 zur Gründung eines Purcell Club führte, der zweimal jährlich Purcell-Gedenkfeiern in der Westminster Abbey veranstaltete. 1876 wurde die Purcell Society gegründet, die durch eine erste Gesamtausgabe Purcells Werk einer „größeren Öffentlichkeit zugänglich“ machte.

### Einflüsse auf moderne Komponisten und Popularmusik im 20. Jahrhundert
Im 20. Jahrhundert griffen mehrere bedeutende Komponisten auf das Werk Henry Purcells zurück. Ralph Vaughan Williams verband dabei das Bestreben, eine „National Music“ zu schaffen, mit dem Interesse der Moderne, das eigene Selbst zu übersteigen, mit pantheistischen und ins Transzendentale neigenden Ideen. Auch für die folgende Generation konnte die Purcell-Rezeption der „musikalischen Identitätsfindung“ dienen, etwa bei Michael Tippett. Dezidierten Purcell-Bezug gibt es bei Benjamin Britten, etwa wenn er 1946 in The Young Person’s Guide to the Orchestra ein Thema aus Purcells Musik zu Abdelazar verarbeitet. Britten hatte zudem Purcells Herangehensweise an englischsprachige Texte analysiert und wandte dieselben Methoden an, jedoch verknüpft mit der eigenen Musiksprache. Auch ein Internationalist wie der Avantgarde-Komponist Peter Maxwell Davies nahm Bezug zu Purcell als Vertreter der britischen Tradition in Werken, die durch Verfremdungen des Materials parodistische Konnotationen aufweisen. Michael Nyman verbindet die additive Behandlung von Texturen, wie sie in der amerikanischen Minimal Music üblich ist, mit dem Modell der Chaconne von Purcell.
Der Marsch aus Purcells Music for the Funeral of Queen Mary wurde in einer elektronischen Fassung auf dem Moog-Synthesizer von Wendy Carlos zur Titelmusik von Stanley Kubricks Film Clockwork Orange von 1971. Pete Townshend von der Gruppe The Who ließ sich von Purcell zu den Anfangstakten von Pinball Wizard beeinflussen. Klaus Nomi nutzte als Countertenor Vokaltechniken der Oper in Pop-Rock-Arrangements, sein Werk bildet einen eklektischen Mix aus Pop-Rock, Oper und ätherischer Weltraummusik. Auf seinem ersten Album aus dem Jahr 1981 befindet sich der „Cold song“ aus Purcells King Arthur.
Seit 1961 trägt das Purcell-Schneefeld auf der westantarktischen Alexander-I.-Insel seinen Namen. 1990 wurde der Asteroid (4040) Purcell nach ihm benannt.

## Werk
Opern:
- 1689: Dido and Aeneas

Semi-Opern:
- 1690: The Prophetess, or the History of Dioclesian
- 1691: King Arthur, or the British Worthy
- 1692: The Fairy-Queen
- 1694: Timon of Athens
- 1695: The Indian Queen (Masque zum Abschluss von Daniel Purcell)
- 1695: The Tempest (vermutlich nicht oder nur teilweise von Purcell)

Anthems (Auswahl):
- ca. 1680: Remember not, Lord, our offences [Z 50]
- 1695: Music for the Funeral of Queen Mary [Z 860]

Daneben zahlreiche Stücke der Vokal- und Instrumentalmusik wie Cembalo- und Orgelstücke, Chorwerke, darunter zwei Cäcilienoden, sowie 42 Duette und über 100 Lieder.
Eine vollständige Aufstellung der Werke Purcells bietet das Zimmerman-Verzeichnis (Z).
Gesamtausgabe seiner Werke: The Works of Henry Purcell (London 1878–, rev. 1961–) (Purcell Society Edition).

## Verfilmungen
- England, My England (1995)